# Glaube, Liebe, Hoffnung (Skulptur)

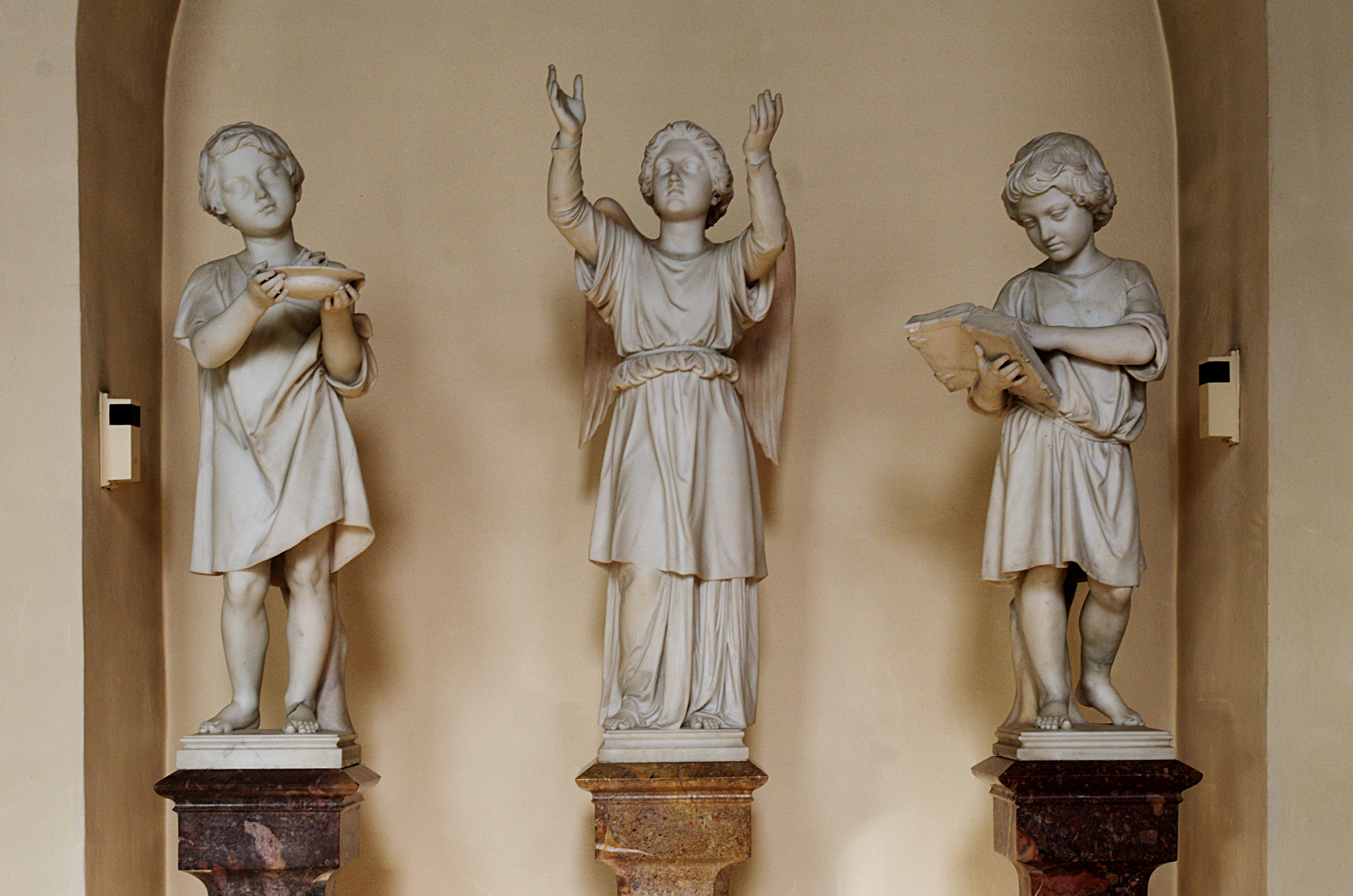
Von links: Liebe, Hoffnung, Glaube in der Stadtkirche Bad Arolsen

Glaube, Liebe, Hoffnung ist eine Gruppe von drei Figuren aus weißem Carrara-Marmor des Bildhauers Christian Daniel Rauch in der Evangelischen Kirche seiner Geburtsstadt Arolsen.

## Geschichte
1821 wurde von der evangelischen Kirchengemeinde in Arolsen die Bitte an Christian Daniel Rauch angetragen eine Plastik, die den Glauben künstlerisch darstellt, für die von Julius Ludwig Rothweil entworfene Stadtkirche zu stiften. 1831 wurde der Wunsch erneuert und Christian Daniel Rauch griff auf die schon ausgeführte Statue des Waisenknaben Camillo vom Francke-Denkmal in Halle, zurück. Rauch arbeitete ihm eine bittende Schale in die Hände. Diese bildhauerische Geste ist eine Anlehnung an die Darstellung von antiken römischen Statuen. Sie stellen Jünglinge und Knaben aus vornehmen römischen Familien bei der Götterverehrung dar. Die linke Statue der Trias stellt die Liebe dar. Anschließend wurde die Statue des Knaben mit der Bibel, die den „Glauben“ symbolisiert hinzugefügt und stellte diese in Duo der Figur der „Liebe“ gegenüber. Bei einem Besuch Rauchs in Arolsen, wurde die Aufstellung der zunächst zwei Skulpturen besprochen, die er im Jahr 1844 der Kirchgemeinde schenkte.
1845 entwarf Rauch die dritte Figur der „Hoffnung“, diese komplettierte 1852 in der (damals noch unfertigen) Evangelischen Kirche in Arolsen die Trias komplettieren. Der Öffentlichkeit zugänglich wurde die Figurengruppe beim Weihnachtsgottesdienst 1852. Ursprünglich standen die Figuren von Rauch selbst arrangiert neben dem Altar, wurden aber nach der Kirchenrenovierung 1957/58 in eine nördliche Wandnische am Ende des südlichen Seiteneingangs versetzt.

## Theologischer Hintergrund
Die Trias bezieht sich theologisch auf das Bibelzitat des 1. Korintherbriefs 13 (1. Korinther 13,13): Nun aber bleiben Glaube, Liebe, Hoffnung (siehe Theologische Tugenden). In Bad Arolsen stehen Rauchs Liebe links, der Glaube rechts und in der Mitte die Hoffnung als größte Skulptur mit ausgestreckten Armen und Flügeln.

## Deutung
Der Dekan i. R. Heinz Gerlach deutet die Figurengruppe so: Der „Glaube“ liest in der Bibel und hat den Kopf nach unten geneigt. Er zeigt, worauf er sich gründet. Die „Liebe“ trägt die Flamme in einer Schale vor sich her, ihr Blick ist nach vorn gerichtet auf den Betrachter, so als wolle sie anbieten, auch sein Herz zu entflammen. Die „Hoffnung“ richtet sich ganz nach oben auf, sie ist dargestellt als größte Figur mit nach oben gereckten Armen und in empfangender, sich öffnender Haltung. Der „Glaube“ neigt sich dem Fundament seines Glaubens, der Bibel, zu. Die „Liebe“ schaut zum Betrachter und sucht Gegenliebe in der Gegenwart. Die „Hoffnung“ wendet sich der Höhe zu, streckt sich aus nach dem, was da kommen wird.

## Literarische Erwähnung
Die Schriftstellerin Christine Brückner und ihr Ehemann, der Künstler Otto Heinrich Kühner, die oftmals die Evangelische Kirche in Arolsen besuchten, schrieben anlässlich der Verleihung der Christian-Daniel-Rauch-Medaille in ihrer Dankesrede 1990.

„Und wenn wir Zeit haben gehen wir in die Stadtkirche. Glaube-Liebe-Hoffnung! Dann sagen die Besucher verwundert: So klein? Und wieso ist die Liebe nicht die größte unter ihnen? Ich weise auf die Größe der Stadt hin, es muß doch auch alles zueinander passen.“